# Șerbănești (Rociu), Argeș
Șerbănești este un sat în comuna Rociu din județul Argeș, Muntenia, România.